# Сьєрра-дель-Танділь
Сьє́рра-дель-Танді́ль (ісп. Sierra del Tandil) — острівна група гір на південному сході рівнини Пампа в Аргентині.
Протяжність — близько 340 км, до скелястих мисів біля міста Мар-дель-Плата. Ширина — до 60 км.
Висота до 524 м — гора Ла-Хуаніта.
Відокремлені масиви складені гнейсами та гранітами докембрійського періоду, які перекриті палеозойськими кварцитами, доломітами, глинами та вапняками. Ці корисні копалини розробляються як будівельний матеріал і сировина для цементної промисловості.
Рельєф дуже гладкий.
Гори покриті субтропічною степовою рослинністю.
Сьєрра слугує місцем для літнього відпочинку жителів Буенос-Айреса.
| Аргентина | Це незавершена стаття з географії Аргентини. Ви можете допомогти проєкту, виправивши або дописавши її. |